# Giao lộ Hanam
Giao lộ Hanam (Tiếng Hàn: 하남 분기점, 하남JC, Hanja: 河南分岐點), còn được gọi là Hanam JC, là giao lộ của Đường cao tốc Jungbu và Đường cao tốc vành đai 1 vùng thủ đô Seoul nằm ở Chungung-dong, Deokpung 1-dong và Cheonhyeon-dong, Hanam-si, Gyeonggi-do và là điểm cuối của Đường cao tốc Jungbu.

## Lịch sử
- 31 tháng 12 năm 1987: Để thành lập một ngã ba mới, Quảng trường Giao thông Cơ sở Quy hoạch Thành phố Sinjang đã công bố khu vực Chungung-ri, Seobu-myeon, Gwangju-gun là một Giao lộ Sinjang[1]
- 31 tháng 10 năm 1991: Hoạt động kinh doanh bắt đầu với việc mở đoạn Pangyo ~ Hanam của Đường cao tốc Vành đai Ngoài Seoul[2]
- 7 tháng 3 năm 1998: Cơ sở quy hoạch đô thị Hanam-si thay đổi quảng trường giao thông để cải thiện giao lộ[3]

## Thông tin cấu trúc
- Vị trí: Chungung-dong, Deokpung 1-dong và Cheonhyeon-dong, Hanam-si, Gyeonggi-do

## Kết nối các tuyến đường

### Hướng điDaejeon
- Đường cao tốc Jungbu (Số 43)

### Hướng điSeongnam・Guri
- Đường cao tốc vành đai 1 vùng thủ đô (Số 5)